# Jorge Luis Piloto
Jorge Luis Piloto Alsar (Cárdenas; 15 de enero de 1955), más conocido artísticamente como Jorge Luis Piloto es un compositor cubano.  En 2009 ganó un Grammy Latino a la mejor canción tropical con la canción Yo no sé mañana coescrita con Jorge Villamizar y grabada por Luis Enrique. Entre sus canciones más conocidas se encuentran Que le den candela interpretada por Celia Cruz, o Héroe, la versión en español de Hero de Mariah Carey o Falsas esperanzas de Christina Aguilera.
Múltiples artistas han grabado las más de 500 canciones de las cuales más de 50 han alcanzado fama internacional.  Es opositor al gobierno del Partido Comunista de Cuba.
En 2010 la Sociedad de Autores Americanos (ASCAP) le entregó el premio Golden Note por sus 25 años de carrera y por su aporte musical al repertorio hispanoamericano.

## Biografía
Nació en Cárdenas, creció en Varadero y cuando tenía 15 años se mudó a La Habana. Su padre se fue de casa cuando él tenía 5 años y dejó de tener relación con él. A los 20 años le llamaron para hacer el servicio militar obligatorio. Allí armó una banda.  Formaba parte de una agrupación musical dentro del EJT (Ejército Juvenil del Trabajo) que se llamaba Habana 75, por el año en que se fundó el grupo. Pasó tres años en el ejército. Durante su estancia en 1978 envió una canción al concurso Adolfo Guzmán que quedó seleccionada entre las 24 canciones finalistas. Pasó el ejército junto al músico Ricardo Eddy Martínez. A la salida del ejército no pudo continuar con la música y trabajó en un almacén de carbón mineral. Salió de Cuba en mayo de 1980 como otros miles de cubanos durante el conocido como éxodo de Mariel. Llegó a Cayo Hueso el 17 de mayo. Su madre se quedó en Cuba.

### Primeros años
Desde que tenía 13 o 14 años escribía. Estudió cuatro años de guitarra, de 12 a los 16 años. La primera canción que le hizo convertirse en compositor -explica en una de sus entrevistas- fue Aleluya de Luis Eduardo Aute.  A los 15 años cuando vivía con su familia en Varadero conoció a Mauricio Pérez Vidal que le enseñó una canción de Silvio Rodríguez, momento en el que Piloto empezó a seguir la Trova Cubana, también le influyó Joan Manuel Serrat y Alberto Cortez.

### Miami 1980 -
Su primera oportunidad como compositor en Estados Unidos fue en Puerto Rico en 1983 con Lissette que grabó La Noche coescrita con Ricardo Eddy Martínez. El primer éxito le llegó con la canción Por ella grabada a dúo por José Feliciano y José José.
Fue A&R de Sony Music (1988-1996).
Ganó el Grammy Latino a la mejor canción tropical con la canción Yo no sé mañana coescrita con Jorge Villamizar y grabada por Luis Enrique desde entonces ha ganado diversos premios.
En 2010 la sociedad de autores Americana ASCAP le entregó el premio “Golden Note” por sus 25 años de carrera y por su aporte musical al repertorio hispanoamericano.
Tiene más de 800 canciones registradas de las que están grabadas más de 500.

## Intérpretes que han grabado temas de Jorge Luis Piloto
Jorge Luis Piloto es uno de los grandes compositores latinoamericanos de los últimos años y muchos artistas han grabado temas compuestos por el

### En el género tropical
- Perdóname, Yo no te pido, Almas Gemelas, Cosas nuevas (Gilberto Santa Rosa)
- Dime, como un milagro, Me estoy enamorando (Jerry Rivera)
- No me acostumbro, Amiga, Si te preguntan, Estamos solos, Creo en el amor (coescrita con Raúl del Sol) (Grabadas por Rey Ruiz)
- No podrás escapar de mí (Carlos Vives / Willie González)
- Cómo se perdona, ¿Y Ahora, qué hacemos? (You Salsa)
- Qué le den candela (Celia Cruz)
- Estás tocando fuego (Víctor Manuelle / La Mafia)
- Fabricando fantasías co-escrita con Raúl del Sol (Grabada por Tito Nieves)
- La salsa vive coescrita con Sergio George
- Esa boquita coescrita con Yoel Henríquez (grabadas por Tito Nieves)
- Mi mundo, Lo que pasó entre tú y yo, Lucía, Amor y alegría, Lo que es vivir, Tú no le amas, le temes, Yo no sé mañana (grabadas por Luis Enrique) coescrita con Jorge Villamizar,
- Aprenderé coescrita con (Daniel Santacruz) (Héctor Acosta “El Torito")

Otros artistas que le han grabado en el género tropical son: El Gran Combo, Oscar D' León, Cheo Feliciano, Andy Montañez, La Puertorrican Power, NG-2, Tito Rojas, Anthony Cruz, Charlie Cruz, Willy Chirino, N’Klabe, Issac Delgado, Pupy Santiago, La India, Rubén Blades, Cano Estremera, Ismael Miranda, Huey Dunbar, DLG.

### En el género pop
- Esa mujer (José José)
- Héroe, versión en castellano de Hero, (Mariah Carey)
- No podrás escapar de mí (Carlos Vives)
- Falsas esperanzas (Christina Aguilera)
- Quítame ese hombre (Yolandita Monge / Pilar Montenegro)
- No sé por qué coescrita con Claudia Brant (Chayanne)
- No te mentía coescrita con Claudia Brant (Ednita Nazario)
- Cómo olvidar coescrita con Gustavo Arenas (Olga Tañón)
- Por ella coescrita con Rudy Pérez (José Feliciano & José José)
- No pensé enamorarme otra vez (Myriam Hernández & Gilberto Santa Rosa)
- Cómo se cura una herida coescrita con Rudy Pérez (Jaci Velásquez)
- Día tras día coescrita con Yoel Henríquez (Andrés Cepeda).
- Lo que te toca (Gloria Trevi & Olga Tañón)
- Abrázame fuerte (Lourdes Robles)

Otros artistas que le han grabado son: Marta Sánchez, Tamara, David Bustamante, Sin Ánimo de Lucro, Melina León, Basilio, Dyango, La Mafia, El Chapo De Sinaloa, Lidia Ávila y Yarenis.